# Pestalotiopsis microspora
Pestalotiopsis microspora är en svampart som först beskrevs av Speg., och fick sitt nu gällande namn av G.C. Zhao & N. Li 1995. Pestalotiopsis microspora ingår i släktet Pestalotiopsis och familjen Amphisphaeriaceae.   Inga underarter finns listade i Catalogue of Life.